# کریس آلن (بازیکن فوتبال، زاده ۱۹۷۲)
کریس آلن (انگلیسی: Chris Allen; ۱۸ نوامبر ۱۹۷۲ – ) بازیکن فوتبال اهل بریتانیا بود.
از باشگاه‌هایی که در آن بازی کرده‌است می‌توان به باشگاه فوتبال ناتینگهام فارست، باشگاه فوتبال دوور اتلتیک، باشگاه فوتبال لوتون تاون، باشگاه فوتبال استوک‌پورت کانتی، باشگاه فوتبال آکسفورد یونایتد، باشگاه فوتبال آلدرشات تاون، باشگاه فوتبال برایتون اند هوو آلبیون، باشگاه فوتبال پورت ویل، و باشگاه فوتبال کاردیف سیتی اشاره کرد.
وی همچنین در تیم ملی فوتبال زیر ۲۱ سال انگلستان بازی کرده‌است.